# Leon Rzendowski

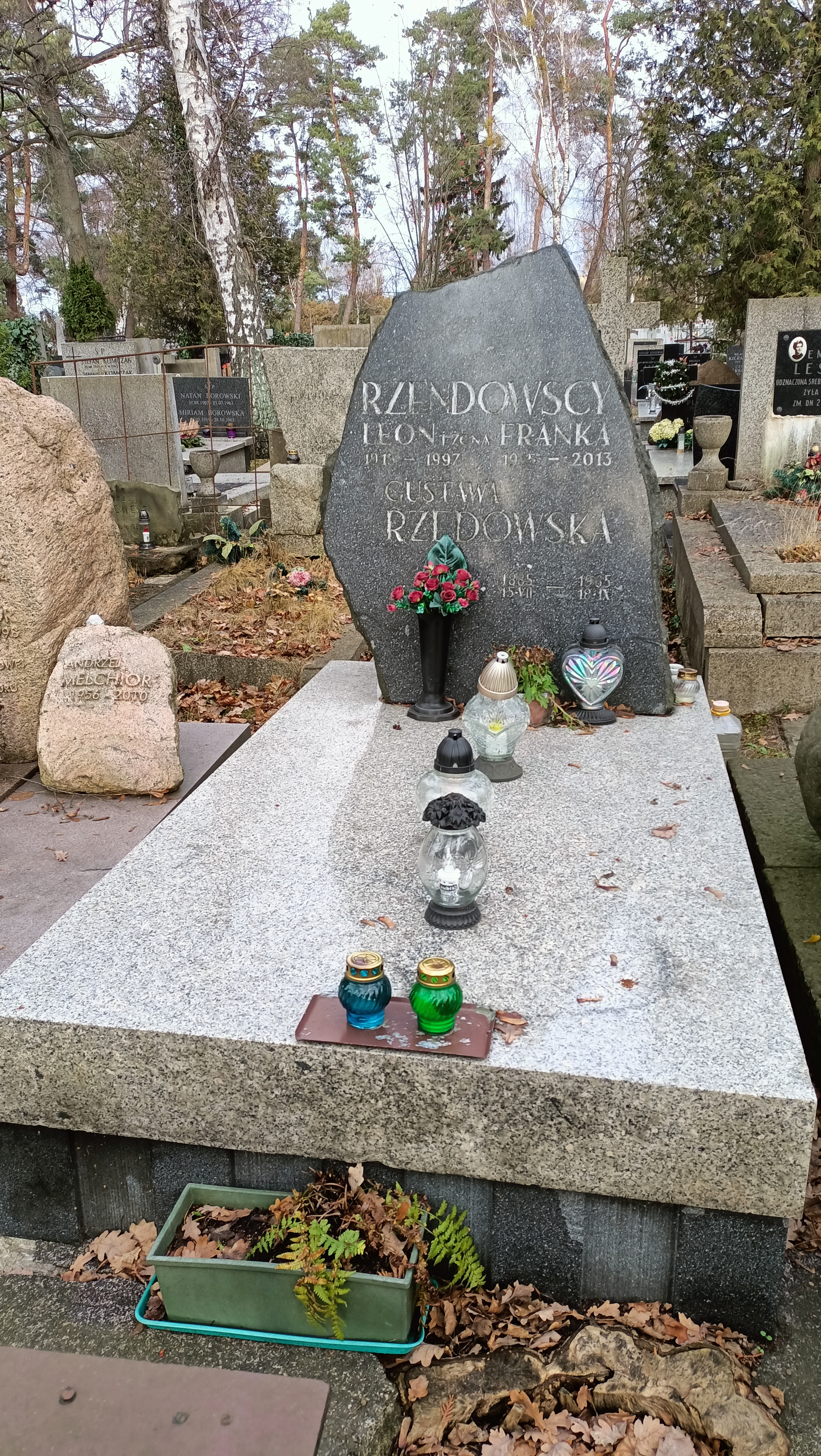
Grób Leona Rzendowskiego na Cmentarzu Wojskowym na Powązkach

Leon Rzendowski (ur. 10 kwietnia 1915, zm. 1 lipca 1997) – polski działacz partyjny i państwowy, doktor nauk ekonomiczno-rolnych, uczestnik II wojny światowej. Podsekretarz stanu w Ministerstwie Rolnictwa (1951–1957), wiceprezes Głównego Urzędu Statystycznego (1957–1973).

## Życiorys
Absolwent studiów inżynierskich z agronomii w Szkoły Głównej Gospodarstwa Wiejskiego (1937), w 1964 uzyskał stopień doktora nauk ekonomiczno-rolnych. W okresie międzywojennym należał do Organizacji Młodzieży Socjalistycznej „Życie” i był sympatykiem Komunistycznej Partia Polski. W czasie II wojny światowej zatrudniony w instytucjach związanych z rolnictwem w Białymstoku, rejonie Wołogdy i Tadżykistanie. Został powołany do Armii Andersa, uniknął ewakuacji do Iranu. Zgłosił się następnie do armii tworzonej przez Związek Patriotów Polskich, jednak nie został przyjęty. W 1944 powołano go do Armii Czerwonej, wkrótce przeszedł do 1 Warszawskiej Dywizji Piechoty, z którą dotarł do Polski.
Działał kolejno w Polskiej Partii Robotniczej i Polskiej Zjednoczonej Partii Robotniczej. We wrześniu 1944 podjął pracę w Biurze Ekonomicznym Polskiego Komitetu Wyzwolenia Narodowego. Od stycznia do lutego 1945 pełnił obowiązki szefa Centralnego Biura Kontroli Prasy w ramach Ministerstwa Bezpieczeństwa Publicznego, był tym samym pierwszym polskim cenzorem w Polsce Ludowej. W kolejnych latach kierował Departamentem Rolnictwa w Centralnym Urzędzie Planowania (1945–1949) oraz Departamentem Rolnictwa i Leśnictwa w ramach Państwowej Inspekcji Gospodarki Materiałowej (1949–1951) lub Państwowej Komisji Planowania Gospodarczego. Następnie zajmował stanowiska podsekretarza stanu w Ministerstwie Rolnictwa (maj 1951 – kwiecień 1957) oraz wiceprezesa Głównego Urzędu Statystycznego (marzec 1957 – grudzień 1973).
Autor publikacji naukowych związanych z ekonomiką rolnictwa. Został pochowany na Cmentarzu Wojskowym na Powązkach.